# عقد 690 هـ
عقد 690 هـ هو الفترة بين عام 690 إلى 699 في التقويم الهجري، أي العشر سنوات الأخيرة من القرن السابع الهجري.